# Cody Asche
Pour les articles homonymes, voir Asche.
Cody James Asche (né le 30 juin 1990 à Saint Charles, Missouri, États-Unis) est un ancien joueur de troisième but et joueur de champ extérieur des Ligues majeures de baseball.

## Carrière
Joueur des Cornhuskers de l'Université du Nebraska à Lincoln, Cody Asche est un choix de quatrième ronde des Phillies de Philadelphie en 2011.
Il fait ses débuts dans le baseball majeur avec Philadelphie le 30 juillet 2013. Le 1er août suivant, il récolte son premier coup sûr au plus haut niveau, contre le lanceur Sergio Romo des  Giants de San Francisco. Le 8 août, il claque son premier coup de circuit dans les majeures, une frappe aux dépens d'Eduardo Sánchez des Cubs de Chicago.